# 上熊本車站
上熊本車站（日语：〔〕／ Kami-kumamoto eki */?）是位於日本熊本縣熊本市西區上熊本2丁目18番1號、由九州旅客鐵道（JR九州）與熊本電氣鐵道（熊電）共用的鐵路車站，熊本市交通局所屬的熊本市電也在站前廣場設有上熊本停留場（上熊本停留場）。由於本站同時是九州西岸的南北向主要幹線鹿兒島本線、熊本電氣鐵道的菊池線與熊本市電的上熊本線三條交通動線的交會點，因此是熊本市區之內非常重要的交通樞紐之一。
上熊本車站是鹿兒島本線的沿線車站，與熊本電鐵及熊本市電的起點車站，因此在路線與月台的設計上，JR與另外兩家單位的作法有所不同。JR採一般車站的設計，配置有與站房相連的側式月台一座及以地下道相連的島式月台一座共三條乘車線。熊本電鐵與熊本市電則都是使用港灣式（頭端式）月台設計，其中熊本電鐵將此站定位為無人車站，但熊本市交通局卻將此站設為重要車站，除了使用承接自JR九州的舊站房（第二代站房）作為營運據點外，在電車站旁就可看到緊鄰的上熊本電車車輛基地。

## 車站結構

### JR九州
本站為島式月台1面2線的高架車站。曾經是島式月台另加車站本屋側側式月台1面1線，側式月台的1號月台是下行線、島式月台外側的3號月台是上行線的規劃。島式月台內側的2號月台作為特急等待避線，2006年（平成18年）廢除。

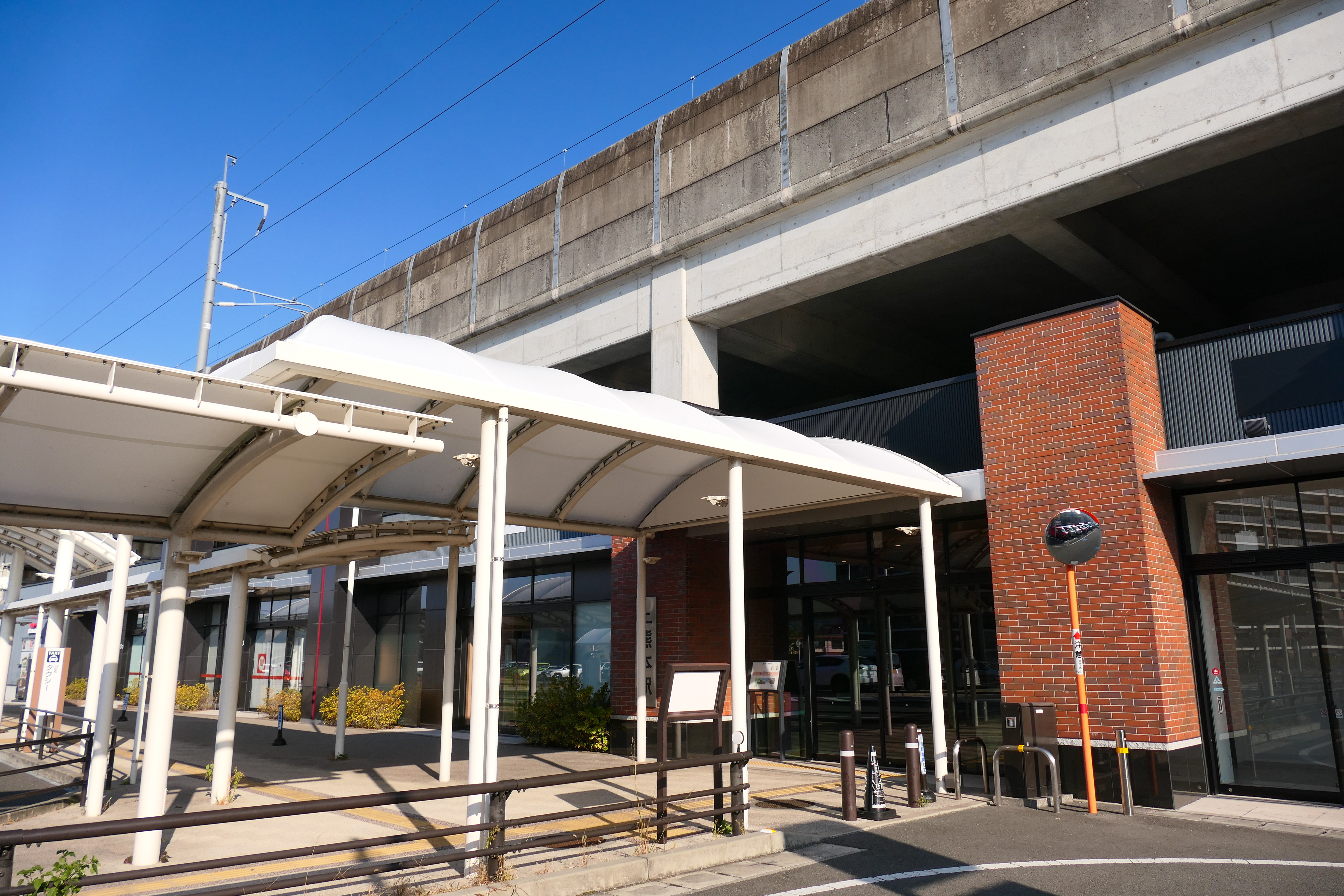
JR西出入口（2022年1月）

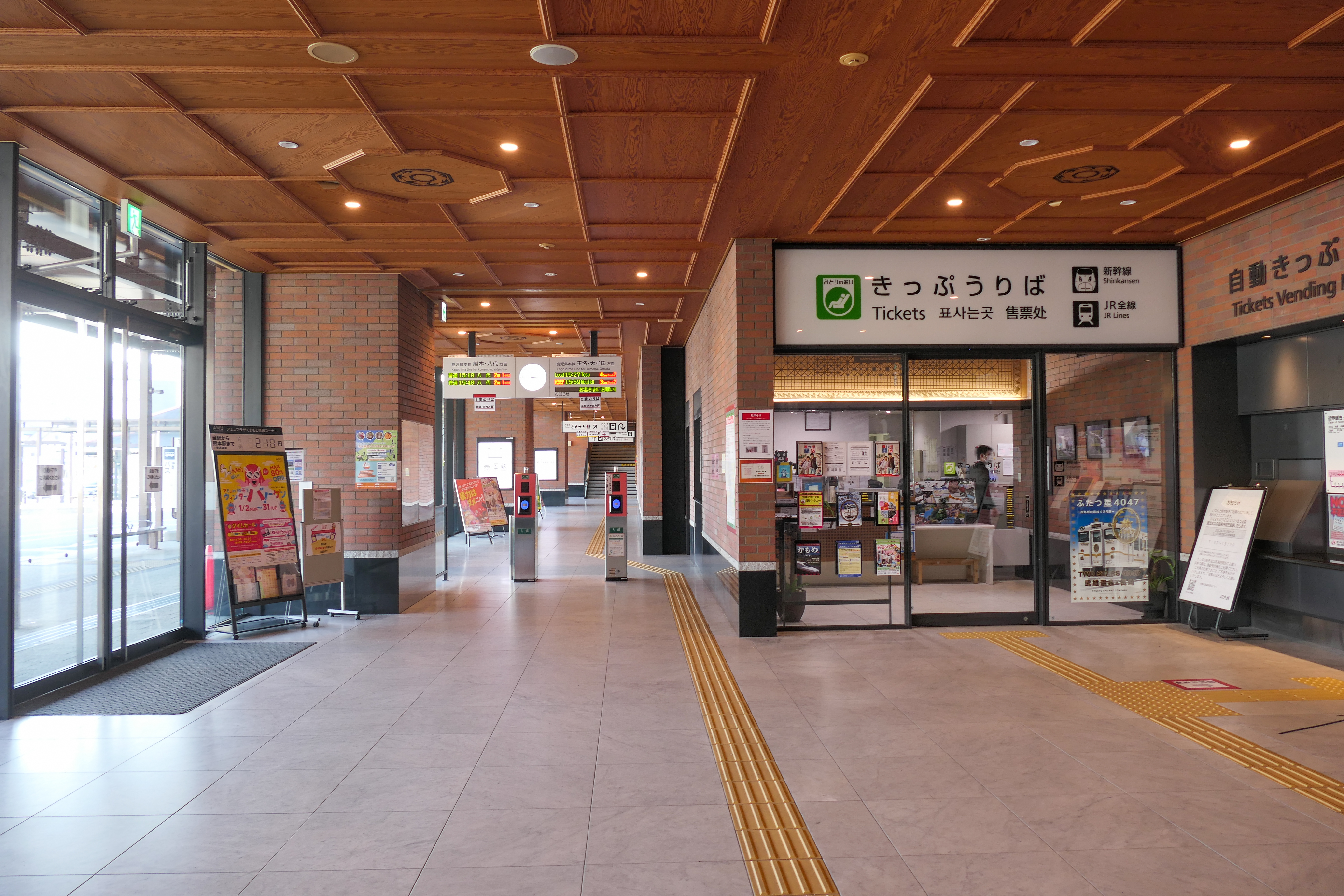
車站內部（2022年1月）

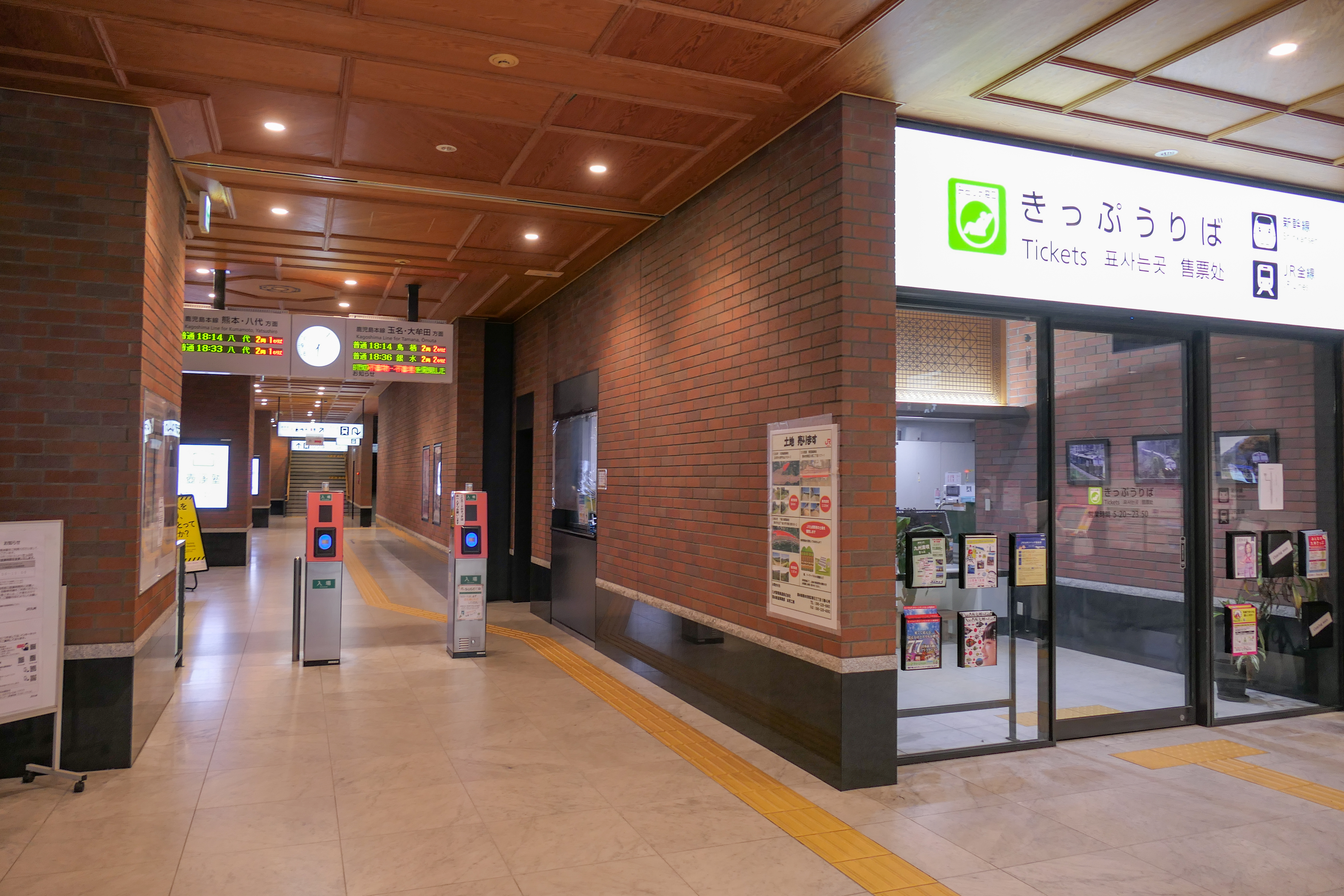
驗票口（2021年12月）

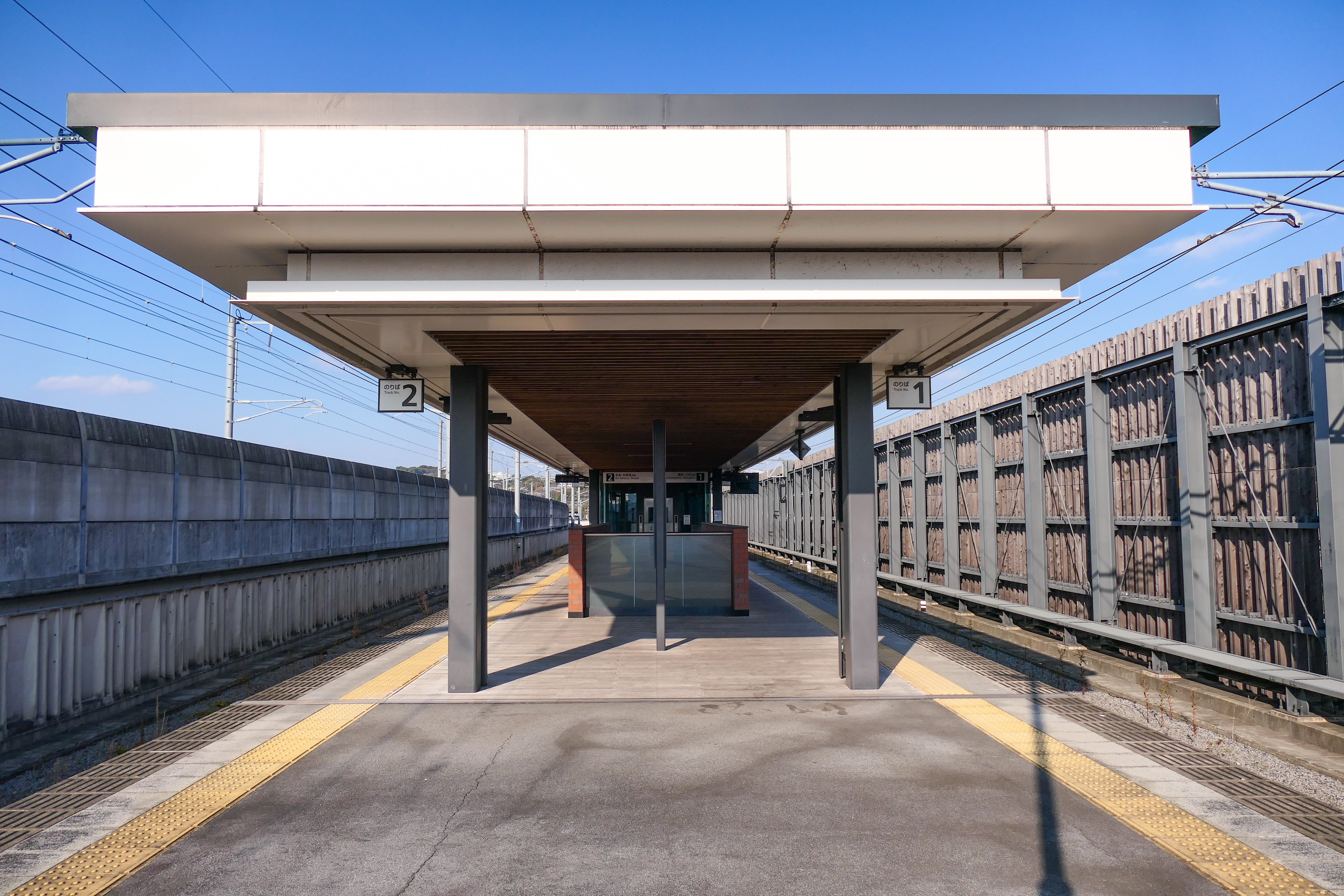
1號與2號月台（2022年1月）

#### 月台配置
| 月台 | 路線        | 方向 | 目的地                       |
| ---- | ----------- | ---- | ---------------------------- |
| 1    | ■鹿兒島本線 | 下行 | 熊本、八代／肥後大津方向     |
| 2    | ■鹿兒島本線 | 上行 | 玉名、大牟田、鳥栖、博多方向 |

### 熊本電鐵
本站的站房與JR線不同，以簡易構造設置，為側式月台1面1線的地面車站。本站為無人站。

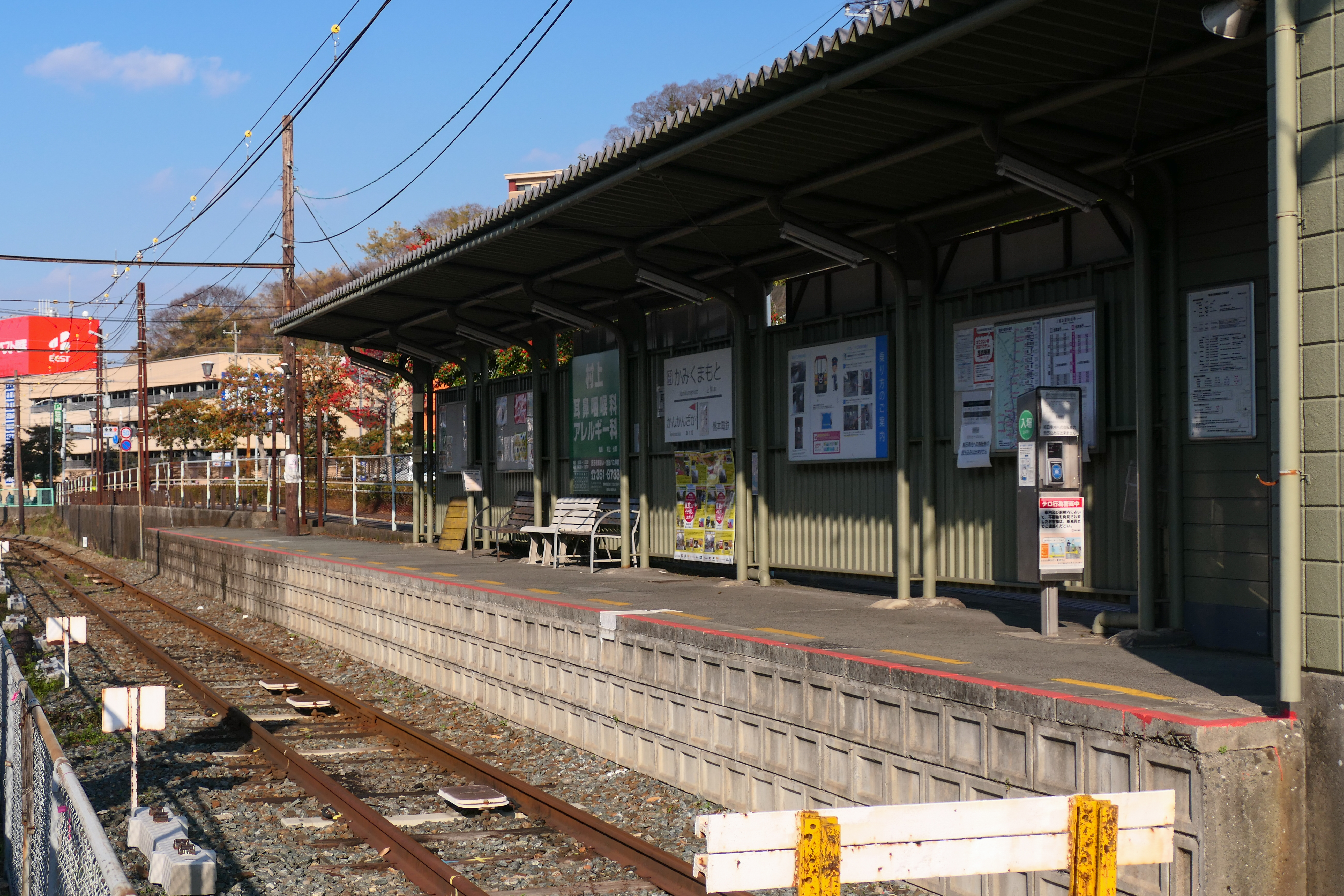
月台（2022年1月）

#### 月台配置
| 路線    | 目的地     |
| ------- | ---------- |
| ■菊池線 | 北熊本方向 |

### 熊本市交通局
停留場編號是B1。港灣式月台3面2線。

#### 月台配置
| 月台 | 路線               | 目的地             |
| ---- | ------------------ | ------------------ |
| 1、2 | ■B系統（上熊本線） | 辛島町、健軍町方向 |

## 相鄰車站
九州旅客鐵道
鹿兒島本線
崇城大學前－上熊本－熊本
熊本電氣鐵道
■菊池線
上熊本－韓韓坂
熊本市交通局
■B系統（上熊本線）
上熊本（B1）－縣立體育館前（B2）

### 曾經存在的路線
熊本市交通局
坪井線（4系統）
本妙寺通－上熊本站前
熊本電氣鐵道
上熊本倉庫線（貨物線）
上熊本（電鐵站）－上熊本站前（市電坪井線）－熊本倉庫（貨物站）

## 外部連結
- JR九州 – 上熊本車站 （页面存档备份，存于）（日語）
- 熊本電氣鐵道 – 上熊本車站 （页面存档备份，存于）（日語）
- 熊本市電 – 上熊本車站 （页面存档备份，存于）（日語）

32°49′5″N 130°41′58″E / 32.81806°N 130.69944°E